# Wijnstokfamilie
De wijnstokfamilie (Vitaceae) is een plantenfamilie. Het zijn meestal lianen, maar ook kruidachtige planten en struiken. De familie komt overal in de tropen voor, maar ook in (warmere) gematigde streken.
De bekendste soort is de wijnstok (Vitis vinifera), vanwege de druiven. Deze soort is ook in Nederland in cultuur en komt soms verwilderd voor.
Het gaat om een middelgrote familie van honderden soorten. Een lijst van geslachten:
Acareosperma, Ampelocissus, Ampelopsis, Cayratia, Cissus, Clematicissus, Cyphostemma, Leea, Nothocissus, Parthenocissus, Pterisanthes, Pterocissus, Rhoicissus, Tetrastigma, Vitis, Yua
De wijnstokfamilie werd in het Cronquist-systeem (1981) ondergebracht in de orde Rhamnales. In het APG II-systeem (2003) is de familie niet in een orde geplaatst. De APWebsite en de 23e druk van de Heukels plaatsen de familie in de orde Vitales
Vroeger werd ook wel de spelling Vitidaceae gebruikt; ook is wel Ampelidaceae gebruikt.